# May It Be
«May It Be» —en español: «Que sea»— es una canción de la cantante irlandesa Enya, interpretada para los créditos de cierre de la película El Señor de los Anillos: la Comunidad del Anillo. Existen tres versiones de la canción: la publicada en la banda sonora original de la película (2001), de 4:16 de duración, la incluida en el sencillo (2002), una versión recortada (edit) de 3:30 y la versión de la película, que aparece en la versión especial de las Grabaciones completas de El Señor de los Anillos, de 3:26 de duración. La voz fue grabada en 2001 en los Aigle Studios, el estudio de grabación de Enya cerca de Dublín y la música en Londres, con instrumentación de la Orquesta Filarmónica de Londres. La letra de esta canción, compuesta por Roma Ryan, incluye dos frases en quenya, la lengua élfica inventada por J. R. R. Tolkien.
«May It Be» ha recibido numerosos y prestigiosos premios (Critics' Choice, Sierra, etc.) y nominaciones, como a los premios de la Academia, Grammy o Globo de Oro. El sencillo de esta canción alcanzó el número uno en las listas de ventas alemanas, aunque en el Reino Unido ni siquiera entró en la lista de los 40 sencillos más vendidos. La canción ha sido versionada por cantantes y grupos de diversas tendencias musicales.

## La canción

### Letra
La letra de la canción, escrita por Roma Ryan como la mayoría de las canciones de Enya, es breve: sólo veintiún versos; y está redactada mayoritariamente en inglés, pero incluyendo un par de frases en quenya o alto élfico, una de las ideolenguas inventadas por Tolkien para ambientar su universo de ficción: Mornië utúlië (‘la Oscuridad ha llegado’) y Mornië alantië (‘la Oscuridad ha caído’). Se trata de un canto alegórico y triste ante la llegada de la Oscuridad de Sauron, pero también lleno de esperanza: may it be (lit. ‘podría ser’, en español se usaría «ojalá» o nai en quenya) es una frase supuestamente utilizada por los elfos para expresar un deseo.

Firma de Enya, compositora e intérprete de «May It Be».

### Música
«May It Be», compuesta por Enya y Nicky Ryan, es la única canción de la trilogía cuya música no ha contado con la intervención de Howard Shore ni Fran Walsh en su composición, aunque la grabación de la instrumentación fue dirigida por Shore e interpretada por la Orquesta Filarmónica de Londres. La música de Enya se caracteriza por su homogeneidad, y «May It Be» encaja perfectamente en su estilo, característica de la canción alabada por los aficionados a Enya y criticada por repetitiva por los no adeptos. Salvada esa objeción, el tema es hermoso y evocador.

“Yo quería la voz de Enya,” dice Shore. “Ella escribió y yo hice la orquestación, es un sonido integral. Su voz crece desde la música coral y la orquesta”.
Doug Adams, ''The Lord of the Rings: The Fellowship of the Ring, The Complete Recordings

Los arreglos de la pieza han sido también realizados por Enya y Nicky Ryan; Enya interpretó la voz y escribió la instrumentación; mientras que Ryan se ocupó de la ingeniería de sonido y Dick Beetham del máster de grabación y Howard Shore dirigió la música interpretada por la Orquesta Filarmónica de Londres. La canción está arreglada en compás de 3/4 y en la tonalidad de la mayor.

## Publicación

### En la B. S. O. deEl Señor de los Anillos: la Comunidad del Anillo
El equipo de la de la película de 2001 El Señor de los Anillos: la Comunidad del Anillo encabezado por su director, Peter Jackson, quería que Enya fuera «la voz de los elfos», pero también querían distinguir musicalmente Rivendel de Lothlórien. Por ello, le encargaron esta canción y «Aníron», el tema de Aragorn y Arwen en Rivendel (incluido como fragmento de la canción «The Council of Elrond»), mientras que para las escenas en Lothlórien eligieron la voz de Elizabeth Fraser.
«May It Be» quedó incluida en la banda sonora original de la película, publicada a finales del año 2001, siendo la decimoctava y última canción del disco, con una versión alternativa en la que se enlaza con la canción "In Dreams" de Fran Walsh y Howard Shore y con un remate musical del tema "The Road Goes Ever On (Part 2)". En 2002 fue incluida una versión sencilla del tema en la Colección de Enya "Only Time: The Collection" y posteriormente en 2005, fue lanzada la recopliación The Lord of the Rings: The Fellowship of the Ring, The Complete Recordings, en la cual aparece la versión original de los créditos de cierre de la película.

### Sencillos comerciales y promocionales
Existen dos ediciones comerciales del sencillo de esta canción. La primera, y más habitual, fue publicada en CD en caja el 19 de febrero de 2002, en Italia y Alemania con la referencia WEA 9362-42429-2 y en el Reino Unido con la referencia WEA W578CD, e incluye las siguientes pistas:
| N.º | Título                | Duración |  |
| 1.  | «May It Be» (edit)    | 3:34     |  |
| 2.  | «Isobella»            | 4:29     |  |
| 3.  | «The First of Autumn» | 3:08     |  |

La segunda edición fue publicada en CD en sobre de cartón para Francia con la referencia WEA 5439-16709-2, y en cinta de casete para el Reino Unido con la referencia WEA W578C y para Alemania con la referencia WEA 5439-16709-4, y sólo incluye «May It Be» (edit) e «Isobella».
La portada de ambas ediciones muestra una fotografía de medio cuerpo de Enya vestida de blanco y con un bosque difuso al fondo, tomada por el fotógrafo Simon Fowler durante las grabaciones del vídeo promocional de Enya «Wild Child». Texto: “Enya may it be taken from the original motion picture soundtrack "The Lord of the Rings: The Fellowship of the Ring”.
Además, durante los meses finales de 2001 se publicaron en distintos países varias ediciones promocionales del sencillo, entre las que se pueden citar:
| País           | Soporte | Referencia            | Pistas                                                       | Portada |
| -------------- | ------- | --------------------- | ------------------------------------------------------------ | --- |
| Alemania       | CD      | WEA PR02928           | 1. «May It Be» 2. «May It Be» (edit)                         | Fotografía de Enya en tonos azulados, con la mano izquierda y la cara apoyadas sobre el tronco de un árbol.     |
| Dinamarca      | CD      | WEA PR02928           | 1. «May It Be» 2. «May It Be» (edit)                         | Igual que el anterior, pero con una pegatina en danés.                                                          |
| Estados Unidos | CD      | Reprise PRO2952       | 1. «May It Be» (edit)                                        | Colores blanco y verde pálido, con los textos en negro y la inscripción :r.                                     |
| Reino Unido    | CD      | Reprise PRO2952       | 1. «May It Be» (edit)                                        | Igual que el anterior, pero con una pegatina marcando la fecha de lanzamiento en el R. U.: 21 de enero de 2002. |
| Japón          | CD      | Reprise PRO2952       | 1. «May It Be» (edit)                                        | Igual que la edición estadounidense, pero con una pegatina en japonés.                                          |
| Estados Unidos | CD      | Reprise PRO-CD 100777 | 1. «May It Be» (edit)                                        | Fotografía de la cara de Enya apoyada sobre sus manos.                                                          |
| Australia      | CD-R    | WEA                   | 1. «May It Be» (edit)                                        | Sin portada. |
| Estados Unidos | CD-R    | Reprise               | 1. «May It Be» (edit)                                        | En blanco con los textos en negro sobrepuestos sobre el símbolo :r.                                             |
| Alemania       | CD      | WEA 93624-2429-2      | 1. «May It Be» (edit) 2. «Isobella» 3. «The First of Autumn» | Igual que la del sencillo comercial, pero con una pegatina anunciando la versión promocional.                   |

### Vídeo musical
El vídeo musical de la canción consiste en escenas de la película combinadas con planos de Enya cantando, sincronizados con la música. Se incluyó entre los extras del DVD de El Señor de los Anillos: la Comunidad del Anillo.

## Recepción

### Listas de éxitos
«May It Be» tuvo un importante éxito en Alemania, pues entró directamente al número uno del German Top 40 en la semana del 25 de enero de 2002, y permaneció en esa lista hasta la semana del 6 de abril. En Francia se posicionó en el lugar cuarenta y tres, permaneciendo once semanas en las listas. A finales de 2009, había vendido 14.407 copias en Francia de acuerdo con la Syndicat National de l'Édition Phonographique (SNEP). En otros países europeos alcanzó puestos discretos en las listas de éxitos: el siete en las finlandesas, el doce en las austriacas e italianas, el dieciséis en las suecas, el diecisiete en las portuguesas, el diecinueve en las danesas, y el veinticuatro en las suizas; sin embargo, en el Reino Unido ni siquiera consiguió entrar en la lista de los 40 sencillos más vendidos.
En cuanto a listas de ventas internacionales de sencillos, en el Europe Official Top 100 alcanzó el puesto 10 en la semana del 24 de enero, en el Airplay World Official Top 100 el 39 en la semana del 23 de febrero, y en el World Singles Official Top 100 el 57 en la semana del 2 de febrero.

### Premios y nominaciones
Esta canción ganó el año de su publicación varios premios, entre los que se encuentran: el Critics' Choice Movie Award a la mejor canción de la Broadcast Film Critics Association junto al tema de Paul McCartney para Vanilla Sky (ex aequo), el Sierra Award a la mejor canción de Las Vegas Film Critics Society, y el premio a la mejor canción original de la Phoenix Film Critics Society.
Enya, junto con su productor Nicky Ryan y su letrista Roma Ryan, fueron nominados al Premio de la Academia (Óscar) a la mejor canción de 2001, pero lo perdieron frente a la canción de Randy Newman «If I Didn't Have You», de la película de Pixar Monsters, Inc. Aunque Enya suele actuar muy poco en directo, interpretó «May It Be» en la ceremonia de entrega de los Óscar de 2001.
También estuvo nominada al Globo de Oro a la mejor canción original de 2001, premio que perdió ante la canción «Until...», de Sting, para la banda sonora original de la película Kate & Leopold; a su vez, compitió por un Grammy en la categoría de mejor canción escrita para cine, televisión u otros medios audiovisuales en la ceremonia de 2003, aunque lo perdió, como el Óscar, ante «If I Didn't Have You» de Monsters, Inc.

## Otras versiones
Varios cantantes y grupos han grabado versiones de esta canción desde su publicación, a pesar de los escasos años transcurridos y del peculiar estilo de la cantante Enya, que no facilita la interpretación de la pieza:
- Hayley Westenra, cantante neozelandesa que actúa ocasionalmente con el grupo irlandés Celtic Woman, incluye una versión de esta canción en su álbum Odyssey (2005),[28] bien interpretada aunque sin grandes diferencias estilísticas con la original de Enya.[29] También incluye una versión en directo de «May It Be» en el álbum Live from New Zealand (2005).[30]
- Lisa Ann Kelly, también miembro de Celtic Woman, incluye una versión de esta canción en su álbum Celtic Woman Presents: Lisa (2005).[31]
- El grupo de black metal austriaco Uruk-Hai, ha grabado una versión instrumental para su álbum Northern Lights (2005).[32]
- Angelis, un grupo infantil formado por seis niños y niñas de entre once y catorce años, ha grabado una versión de la canción para su álbum homónimo de debut (2006).[33]
- Lex van Someren, un cantante holandés de new age, la incluye en su álbum Christmas Every Day (2006).[34]